# TJ Přeštice
TJ Přeštice (celým názvem: Tělovýchovná Jednota Přeštice) je český fotbalový klub, působící v okrese Plzeň-jih v Plzeňském kraji. Své domácí zápasy týmy odehrávají na stadiónu TJ Přeštice s kapacitou pro 1500 diváků. Klubovými barvami jsou černá a bílá. V sezoně 2019/2020 hrálo A mužstvo Divizi A, kde obsadilo 1. místo v nedokončené sezóně, jež byla poznamenána pandemií covidu-19, kvůli níž byla ukončena po 16 kolech.

## Současnost
V současné době je Tělovýchovná jednota Přeštice největší tělovýchovnou jednotou na okrese Plzeň-jih.[zdroj⁠?!] V 18 oddílech a klubech eviduje celkem přes 900 členů.